# 瑟凯德
瑟凯德，是匈牙利巴兰尼亚州所辖的一个村。总面积9.58平方公里，总人口370，人口密度38.6人/平方公里（2011年1月1日）。